# Li Ping
Li Ping (en chino: 李萍; 15 de septiembre de 1988) es una deportista china que compitió en halterofilia. Ganó dos medallas de oro en el Campeonato Mundial de Halterofilia, en los años 2005 y 2007.

## Palmarés internacional
| Campeonato Mundial | Campeonato Mundial     | Campeonato Mundial | Campeonato Mundial |
| Año                | Lugar                  | Medalla            | Categoría          |
| ------------------ | ---------------------- | ------------------ | ------------------ |
| 2005               | Doha (Catar)           | Medalla de oro     | 53 kg              |
| 2007               | Chiang Mai (Tailandia) | Medalla de oro     | 53 kg              |